# Tours Volley-Ball 2014-2015
Questa voce raccoglie le informazioni riguardanti il Tours Volley-Ball nelle competizioni ufficiali della stagione 2014-2015.

## Organigramma societario
Area direttiva
- Presidente: Jacques Bouhier

Area organizzativa
- General manager: Pascal Foussard

Area tecnica
- Allenatore: Mauricio Paes
- Allenatore in seconda: Thomas Royer

Area sanitaria
- Medico: François Clement
- Preparatore atletico: Romain Huet
- Kinesiterapia: Sébastien Viau
- Mental coach: Christophe Lehoux

## Rosa
| N° | Nome                 | Ruolo | Data di nascita  | Nazionalità sportiva |
| -- | -------------------- | ----- | ---------------- | -------------------- |
| 1  | Florian Muller       | S     | 28 maggio 1996   | Germania             |
| 2  | Kévin Klinkenberg    | S     | 4 ottobre 1990   | Belgio               |
| 3  | Oleg Antonov         | S/O   | 28 luglio 1988   | Italia               |
| 5  | Yannick Bazin        | P     | 18 giugno 1983   | Francia              |
| 6  | David Konečný        | S/O   | 10 ottobre 1982  | Rep. Ceca            |
| 7  | Jean-François Exiga  | L     | 9 marzo 1982     | Francia              |
| 8  | Nuno Pinheiro        | P     | 31 dicembre 1984 | Portogallo           |
| 9  | Nicholas Hoag        | S     | 19 maggio 1992   | Canada               |
| 10 | Daniel McDonnell     | C     | 15 agosto 1988   | Stati Uniti          |
| 11 | Yves-Alexandre Boëll | C     | 15 gennaio 1993  | Francia              |
| 12 | Lucas Aguenier       | C     | 29 giugno 1995   | Francia              |
| 13 | Julien Siecker       | S     | 17 gennaio 1997  | Francia              |
| 14 | Adam Bartoš          | S     | 27 aprile 1992   | Rep. Ceca            |
| 15 | David Smith          | C     | 15 maggio 1985   | Stati Uniti          |
| 16 | Nicolas Gardien      | C     | 12 giugno 1989   | Francia              |
| 17 | Mathieu Augas        | L     | 2 luglio 1993    | Francia              |

## Mercato
| Acquisti | Acquisti             | Acquisti  | Acquisti   |
| R.       | Nome                 | da        | Modalità   |
| -------- | -------------------- | --------- | ---------- |
| S/O      | Oleg Antonov         | Piemonte  | definitivo |
| L        | Mathieu Augas        | ?         | definitivo |
| S        | Adam Bartoš          | Zlín      | definitivo |
| P        | Yannick Bazin        | Rennes    | definitivo |
| C        | Yves-Alexandre Boëll | ?         | definitivo |
| C        | Nicolas Gardien      | Martigues | definitivo |
| C        | Daniel McDonnell     | Funvic    | definitivo |
| S        | Julien Siecker       | ?         | definitivo |

| Cessioni | Cessioni                | Cessioni     | Cessioni   |
| R.       | Nome                    | a            | Modalità   |
| -------- | ----------------------- | ------------ | ---------- |
| S        | Kamil Baránek           | Galatasaray  | definitivo |
| C        | Phillip Collin          | ?            | definitivo |
| P        | Maxime Dillies          | Cambrai      | definitivo |
| S        | Soané Falafala          | Nice         | definitivo |
| C        | Gérald Hardy-Dessources | Rennes       | definitivo |
| S        | Jayson Jablonsky        | Fujian       | definitivo |
| P        | Renaud Lachaise         | ?            | definitivo |
| S        | Victor Le Guennec       | Saint-Brieuc | definitivo |

## Risultati

### Supercoppa francese

#### Fase a eliminazione diretta
| Finale - 14 ottobre 2014 Salle Charléty, Parigi | Tours | 3 - 2 | Paris | 26-24, 22-25, 25-19, 23-25, 15-13 |